# (5143) Heracles
(5143) Heracles (1991 VL) – planetoida z grupy Apollo okrążająca Słońce w ciągu 2,48 lat w średniej odległości 1,83 j.a. Odkryta 7 listopada 1991 roku.